# Cymothoe egesta
Cymothoe egesta là một loài bướm thuộc họ Nymphalidae. Nó phân bố ở Sierra Leone, Liberia, Bờ Biển Ngà, Ghana, Nigeria, Cameroon, Gabon, Cộng hòa Congo, Cộng hòa Trung Phi, Cộng hòa Dân chủ Congo, Uganda và Tanzania. Nó sinh sống ở rừng thấp và rừng ở chân núi.
Cả hai giới tính lên men các trái cây. Loài này cũng được ghi nhận ăn hoa của loài Cleistopholis patens.
Ấu trùng ăn các loài thuộc chi Rinorea.

## Phân loài
- Cymothoe egesta egesta (Sierra Leone, Liberia, Bờ Biển Ngà, Ghana tới tây Nigeria)
- Cymothoe egesta confusa Aurivillius, 1887 (Nigeria: Cross River loop, Cameroon, Gabon, Congo, Cộng hòa Trung Phi, Cộng hòa Dân chủ Congo, tây Uganda, Tây Bắc Tanzania)

## Hình ảnh

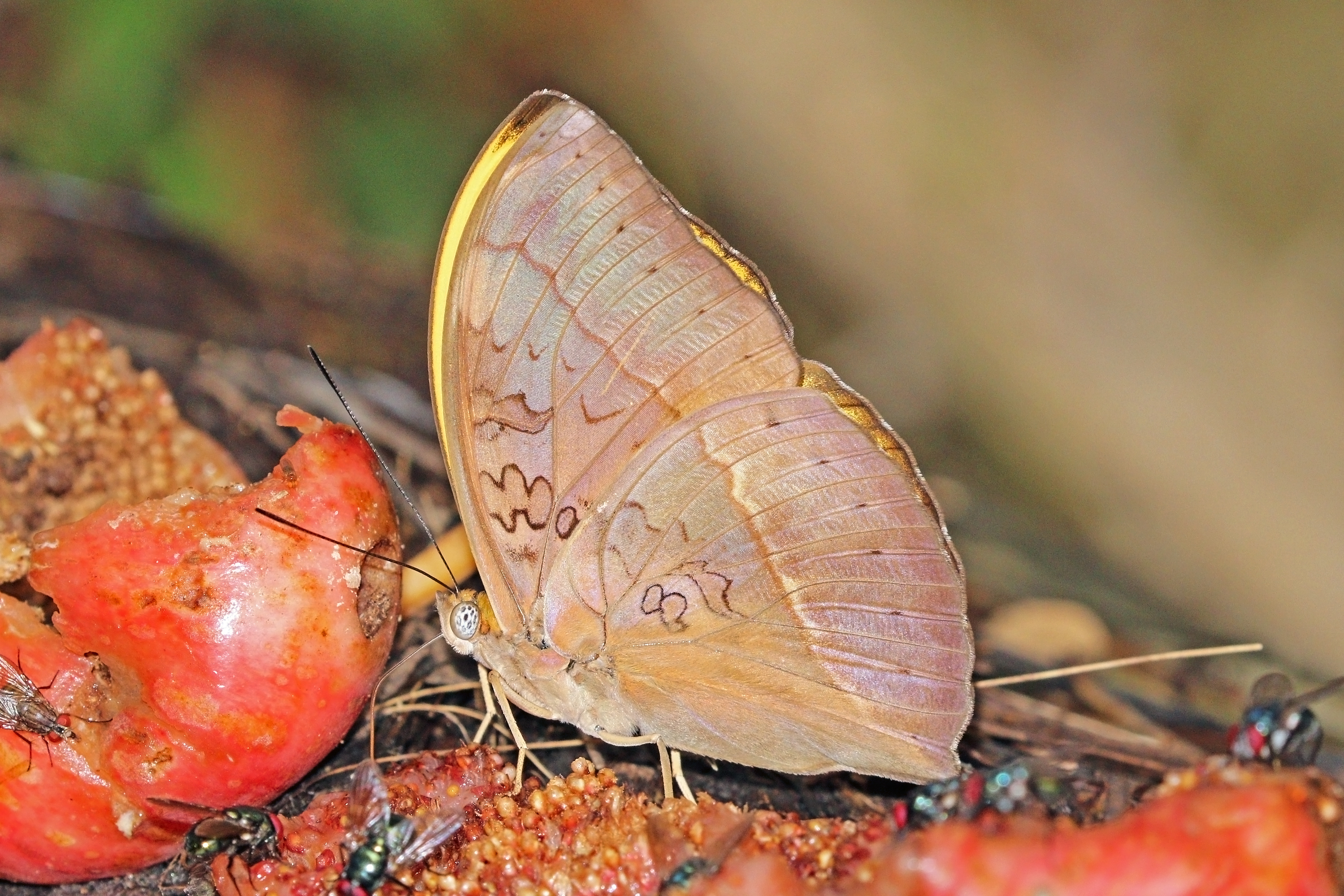
C. e. egestagiống đực Vườn quốc gia Kakum, Ghana
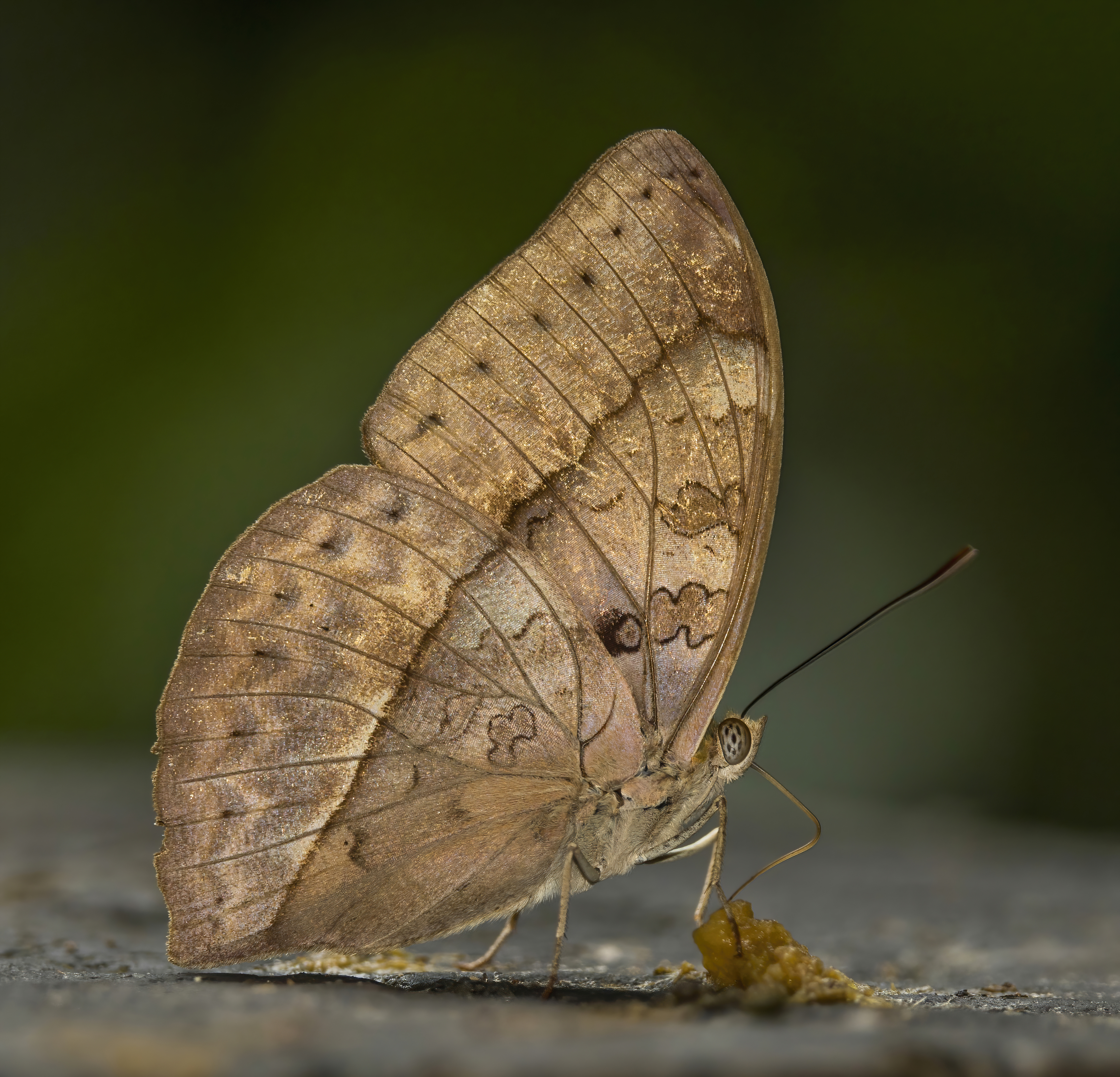
C. e. egesta giống cái Vườn quốc gia Kakum, Ghana